# Jonathan D. Moreno
Jonathan D. Moreno (ur. 11 maja 1952 w Poughkeepsie, stan Nowy Jork) – amerykański psycholog, filozof (etyka, bioetyka, neuroetyka), historyk nauki, biopolityk, zainteresowany m.in. historią bioetyki, etyką badań naukowych,  polityką zdrowotną, znaczeniem etyki w polityce zdrowotnej i ochronie bezpieczeństwa narodowego (m.in. problemami bioterroryzmu i teorią konsensusu), związany m.in. z University of Virginia i University of Pennsylvania (Department of Medical Ethics & Health Policy).

## Życiorys

### Dzieciństwo i młodość
Rodzicami Jonathana Moreno byli Jacob Moreno (lekarz psychiatra i socjolog)  i Zerka T. Moreno (psychoterapeutka), którzy przyjechali do Stanów  Zjednoczonych przed II wojną światową. Jonathan urodził się w roku 1952 w Poughkeepsie. Miał starszą siostrę Reginę. Większość dzieciństwa spędził z siostrą i rodzicami w Beacon (Hrabstwo Dutchess), gdzie Jacob i Zerka Moreno wspólnie prowadzili sanatorium i centrum treningów psychodramy. 
W roku 1973 ukończył z wysoką lokatą („Highest Honors”) Hofstra University na Long Island, otrzymując stopień BA w dziedzinie psychologii i filozofii. W latach 1973–1975 studiował filozofię w City University of New York (CUNY) Graduate Center. Doktorat otrzymał w roku 1977 w Washington University in St. Louis (temat dysertacji The Development of the Theory of Signs in the American Philosophical Tradition).

### Praca zawodowa
Był nauczycielem akademickim w Swarthmore College, University of Texas at Austin, George Washington University, University of Pennsylvania (1995–1997), Pediatrics and Medicine, Health Science Center, SUNY Brooklyn (profesor, 1997-1998), University of Virginia (profesor etyki biomedycznej, od roku 1998), University of Pennsylvania (Penn).
W Penn zajmował stanowiska
- David and Lyn Silfen University Professor
- profesora historii i socjologii nauki
- profesora etyki medycznej (zob. przysięga Hipokratesa) i polityki zdrowotnej
- profesora filozofii (przez grzeczność)

Prowadził kursy
- bioetyka ogólna
- historia bioetyki
- bioetyka a bezpieczeństwo narodowe
- biopolityka (zob. też geopolityka)
- neuroetyka

Obszar zainteresowań badawczych obejmuje
- historię bioetyki
- związki polityki z naukami o życiu[10] (biopolityka)
- neuroetykę
- historię i filozofię nauk społecznych

Od roku 2006 Jonathan Moreno jest profesorem PIK (Penn Integrates Knowledge – podjęta w roku 2005 inicjatywa Penn, przykład integracji wiedzy poprzez rekrutację wyróżniających się wykładowców i naukowców, reprezentujących wszystkie dziedziny wiedzy, np. poza bioetyką inżynieria materiałowa, nanotechnologia, elektronika i inne. 

## Publikacje
J.D. Moreno jest członkiem wielu komitetów redakcyjnych oraz autorem ponad 300 publikacji (własnych książek i rozdziałów w pracach zbiorowych, artykułów naukowych i przeglądowych, recenzji itp), m.in. (wybór według www UPenn):
- Ethical Guidelines for Innovative Surgery, Reitsma A.R., Moreno J.D. (red.). Frederick, MD: University Publishing Group, 2006
- Moreno J.D., Mind Wars: Ethics, National Security and the Brain, Washington, DC: Dana Press, 2006 [b]
- Moreno J.D., ,The End of the Great Bioethics Compromise, Hastings Center Report 35(1): 14–15, 2005
- Solyom A.E., Moreno J.D., Protection of Children and Adolescents in Psychiatric Research: An Unfinished Business, HEC Forum 17(3): 210–226, 2005
- Blacksher E., Moreno J.D., The History of Informed Consent in Research, The Oxford Textbook of Clinical Research Ethics. New York: Oxford University Press, 2005
- Moreno J.D., Hynes R.O., Guidelines for Human Embryonic Stem Cell Research, Nature Biotechnology 23(7): 793–794, 2005.
- Reitsma A.R., Moreno J.D., Ethics of Innovative Surgery: Surgeons' Definitions, Knowledge and Attitudes Journal of the American College of Surgeons 1: 103–110, 2005
- Moreno J.D., Secret State Experiments and Medical Ethics, Expanding Horizons in Bioethics. A.W. Galston and C.Z. Peppard (eds.). Dordrecht, The Netherlands: Springer, 2005
- Ahronheim J., Moreno J.D., Zuckerman C., Ethics in Clinical Practice, Jones and Bartlett Publishers, 2005 Notes: First edition: Little, Brown and Company, 1994; second edition: Aspen Publishers, 2000
- Moreno J.D.: Is There an Ethicist in the House? On the Cutting Edge of Bioethics. Bloomington, Indiana: Indiana University Press, 2005

Książka The Body Politic: The Battle Over Science in America została w roku 2011 wyróżniona nadaniem tytułów „Best Books of 2011” i „Starred Review” od Kirkus Reviews oraz „Top 26 Book” na Expo America 2011.

## Inne obszary działalności
Poza pracą naukową i dydaktyczną J.D. Moreno uczestniczy w pracach, m.in.:
- The National Academies, Washington, DC[d]
- Center for American Progress, Washington, DC; od roku 2005 – Senior Fellow, od roku 2007 – redaktor naczelny Science Progress[e]
- Presidential Commission for the Study of Bioethical Issues, Washington DC, od roku 2011 – Senior Advisor
- UNESCO; w latach 2012–2015 – International Bioethics Committee
- International Neuroethics Society; w latach 2011–2014 – Governing Board,
- Canadian Stem Cell Network; od roku 2009 – Scientific Advisory Board
- Center for Policy on Emerging Technologies, Washington, DC; od roku 2008 – Senior Fellow
- Cleveland Fellowship in Advanced Bioethics, Cleveland, OH; od roku 2006 – External Advisory Board

i działalności innych stowarzyszeń i organizacji, np.:
- American Society for Bioethics and Humanities[24] (w latach 2003–2004 – prezes)
- Aspen Institute[25]
- Obama for America[26]

## Nagrody i wyróżnienia
J.D. Moreno przyznano tytuł honorowego członka: 
- Institute of Medicine w National Academy of Sciences
- The Hastings Center, Garrison, NY
- Kennedy Institute of Ethics, Georgetown University
- The New York Academy of Medicine
- World Technology Network

Otrzymał również wiele innych honorowych tytułów i wyróżnień (poza wymienionymi wyróżnieniami "Body"), m.in.:
- 1975–1977 – Teaching Fellowship w Washington University
- 1981 – grant naukowo-badawczy George Washington University
- 1982 – Douglas Greenlee Prize od Society for the Advancement of American Philosophy
- 1983 – Dilthey Fellow od George Washington University
- 1984–1985 – Andrew W. Mellon Post-Doctoral Fellow (z Aspen Institute for Humanistic Studies)
- 1993 – zarząd Alumni Achievement Award, Hofstra University
- 1998 – Humane Letters w Hofstra University
- 1999 – nominacja do Los Angeles Times Book Prize dla Undue Risk
- 1999 – nominacja do Virginia Literary Award dla Undue Risk
- 2007 – Alumnus of the Month, Hofstra University
- 2007 – nominacja do Virginia Literary Award dla Mind Wars
- 2008 – Benjamin Rush Medal, College of William and Mary Law School
- 2008 – National Associate w National Research Council
- 2012 – Dr. Jean Mayer Award od The Institute for Global Leadership w Tufts University

## Życie rodzinne
Ożenił się w roku 1980 z Leslye S. Fenton (adwokat w Waszyngtonie). W roku 1986 urodził się ich syn, Jarrett Alexander, a w roku 1989 córka, Jillian Alea